# William Allan

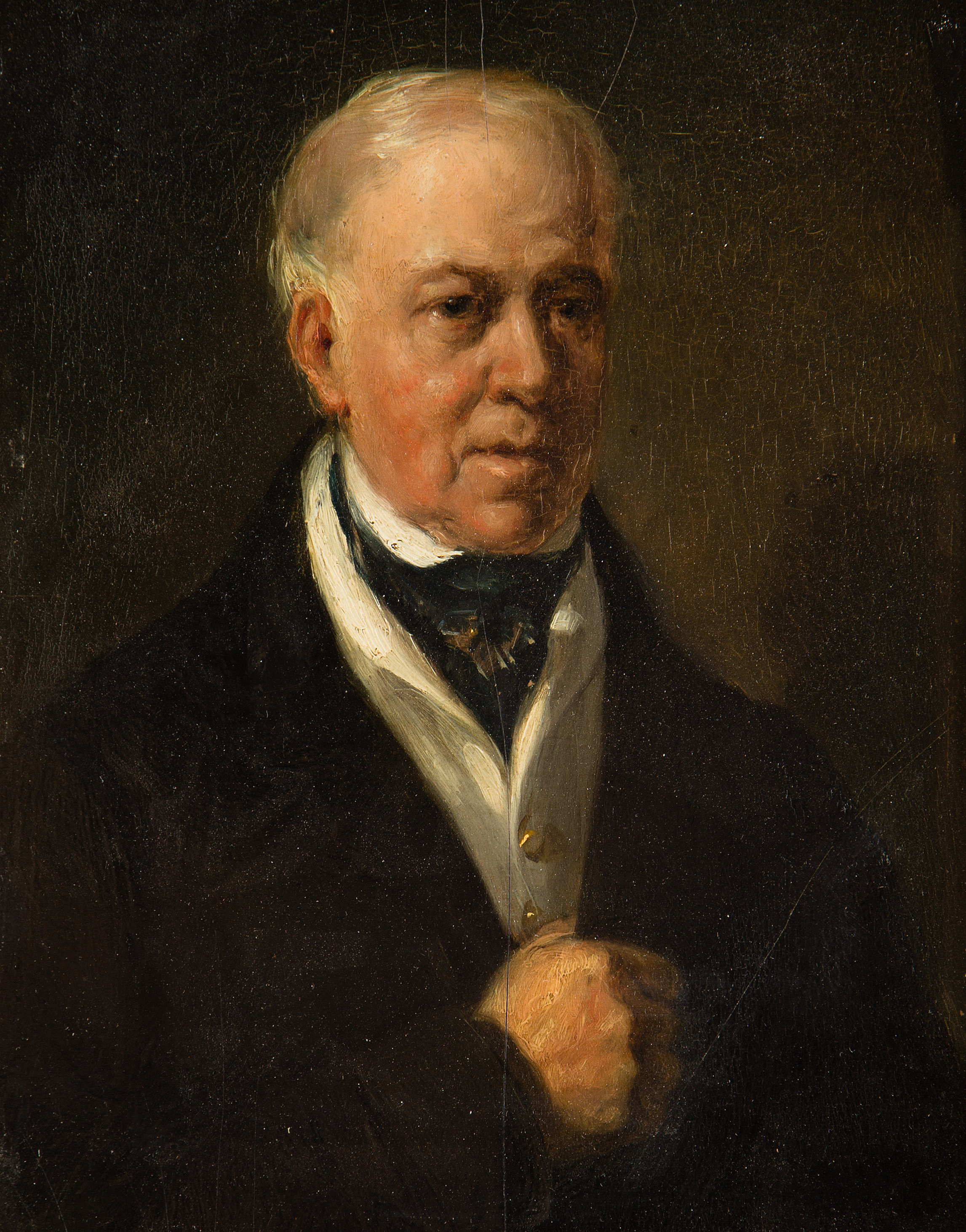
Sir William Allan, självporträtt från 1848.

William Allan, född 1782 i Edinburgh, död där 23 februari 1850, var en skotsk historiemålare.

## Biografi
Allan ägnade sig, under inflytande av den romantiska rörelsen och särskilt av Walter Scott, åt historiemåleriet, på vilket område han vann stort anseende. Berömd är hans målning av slaget vid Waterloo. Han blev 1838 president i den kungliga skotska akademien i Edinburgh. 1848 målade han i Sankt Petersburg för tsarens räkning sin stora tavla Peter den store, som undervisar ryssarna i skeppsbyggeri.  Han målade även österländska motiv, men företrädesvis alltså historiska tavlor, utöver tidigare nämnda bland andra Ärkebiskop Sharps mord och Maria Stuarts tronavsägelse.

## Målningar

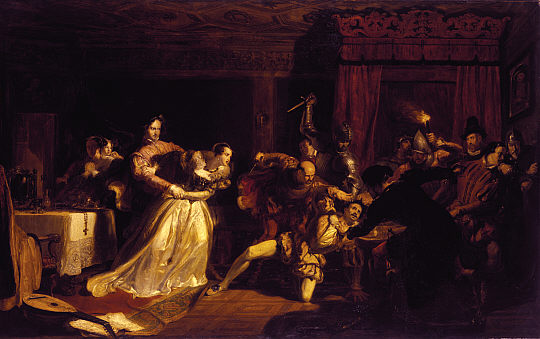
The Murder of David Rizzio (1833)